# エルヴィン・レオ・ヒンメル
エルヴィン・レオ・ヒンメル（Erwin Leo Himmel、1956年4月9日- ）は、オーストリアの自動車デザイナーである。オーストリア、グラーツ生まれ。自動車業界における一貫したブランドデザインの将来的な重要性を認識した最初のデザイナーの一人であった。

## 背景
1956年に2人兄弟の次男として生まれたエルヴィン・レオ・ヒンメルはオーストリアのライプニッツで育った。高校卒業後、グラーツ工科大学で建築を学び始めた。大学2年時、自動車デザインに関する記事を読み、自動車デザイナーという職業の存在を認識した。さらに勉強しながら、雑誌に載っている絵を見て、独学で車のスケッチをした。1年以上かけて独学し、自分のデザインをまとめたポートフォリオを作ってドイツで自動車デザイナーとしての職に応募した。アウディ、フォード、フォルクスワーゲンの3社から採用内定を受けたヒンメルは、退学してアウディに就職することを決めた。元アウディのチーフデザイナーであるハルトムート・ヴァルクスは、ヒンメルの才能と可能性を即座に見抜き、デザイン界の国際的なエリート大学であるロンドンのロイヤル・カレッジ・オブ・アートへの奨学金を提供した。ヒンメルは、2年間の修士課程をすべて受講し、1981年に「デザイン修士」として修了した。レイモンド・ローウィをはじめとする人々と知り合ったロンドンでの数年間は、ヒンメルの人生に最も影響を与えた時期のひとつである。

## 自動車設計

### アウディ（1982年 - 1994年）
卒業後、ドイツのインゴルシュタットにあるアウディのデザインセンターに戻り、キャリアを開始した。1980年代半ばから1990年代半ばにかけて、アウディ・80セダン・アバント・クーペ・カブリオレ、アウディ・100セダン・アバント、アウディ・V8など、ほぼすべてのモデルを担当した。このような創造的な環境で、J・メイズやペーター・シュライヤーといった他のデザイナーと共同作業を行った。1990年、アウディのミュンヘンにあるデザインスタジオのディレクターに就任し、そこで新しいコンセプトの開発を思いついた。それが、1991年のフランクフルトモーターショーのハイライトであり、アウディのデザイン史におけるマイルストーンでもある、アウディ・クワトロ・スパイダーである。

### Design Centre Europe（1995年 - 1999年）
1994年、ヒンメルは、ヨーロッパのフォルクスワーゲングループ全体で、初の外部デザインセンターの設立を実現した。長い時間をかけて探した結果、戦略的な立地としてスペインのバルセロナが選ばれた。バルセロナに隣接する海辺の町、シッチェスに適切な土地が見つかった。ヒンメルは、「DCE-デザインセンター・ヨーロッパ」と名づけられた130人規模の新設デザイン施設の計画と実現を担当した。彼はそこで、アウディ、フォルクスワーゲン、セアト、シュコダのデザインを担当した。アウディ・A8、S3、RS4、フォルクスワーゲン・トゥアレグ、トゥーラン、その他ゴルフIVやフェートンの不可欠な部分など、成功したデザインを生み出した。

### Fuore Design（2000年 - 2007年）
1999年末、ヒンメルはシュコダのチーフデザイナーの座を打診されたが、代わりに自分の事業を始めることにした。そして、バルセロナの中心地に35人の独立したデザインスタジオ「Fuore Design」を設立した。本業の自動車デザインに加えて、彼はブランドコンサルティングを専門としていた。
三菱自動車が新しいデザイン言語を見つける過程でコンサルティングを行い、2001年のフランクフルトモーターショーと2002年のジュネーヴ国際モーターショーで発表した2台のコンセプトカー、三菱・パジェロエボリューションとパジェロ・エボリューション2+2を制作した。また、ダカールラリーで複数回優勝したレーシングカー、三菱・パジェロエボリューションのデザイン開発もヒンメルが担当した。
富士重工業はFuore社と戦略的な関係を築いていた。ヒンメルは、新たなブランドデザイン戦略を展開した。コンセプトカー、スバル・B11Sは、2003年のジュネーヴ国際モーターショーでその新しい哲学を示した。スバル・R1、R2、B9トライベッカも彼の手によるものであった。2003年のバルセロナ国際モーターショー、2004年のジュネーブ国際モーターショーでは、"XF 10" や "BlackJag」など、ヒンメルが初めて自分で開発した展示用自動車を発表した。ヒンメルは、自動車産業のほぼすべての主要企業グループで働いていた。しかし、2006年は苦戦を強いられ、2007年は契約の見通しが立たなかったため、ヒンメルは会社を存続させるのに十分な経済的見通しが立たないと判断し、2007年半ばに会社を清算することを決定した。

## 工業デザイン
Fuore時代、ヒンメルは工業デザインも数多く手がけた。パナソニックはFuore社と戦略的関係を結んだ。そこでヒンメルは、パナソニックのために、携帯電話、MP3プレーヤー、ホームシネマシステム、電話、エアコンなどの白物家電を制作しました。また、LGやサムスンなどの会社でも仕事をした。もう1つの分野は交通デザインで、特に列車の外装や内装のデザインを担当した。例えば、ヒンメルはタルゴ社の新しい高速列車のデザインを開発した。また、飛行機の工業デザインも手がけた。彼の「最大」のプロジェクトは、アメリカの海上輸送会社のためのクルーズライナーだった。さらに、オートバイの分野でも多くの仕事をしている。世界最大のモーターサイクルメーカーであるホンダのために新しいデザイン言語を開発するなど、スクーターからスーパーバイクまで、ほぼすべてのサイズのデザインを手がけた。彼にとって大きな喜びだったのは、高級品業界、特にタグ・ホイヤーとの仕事であった。さらに、ロカ社のバスセラミックシリーズのデザインも担当した。
これらの製品はヒンメルにとって、デザインとマーケティングの視野を広げ、新しい市場、顧客、その心理を知る機会となった。また、新しい印象によって、デザイン開発のプロセスを最適化することが可能になり、自動車のデザインにおいては、より速く、より効率的な方法を採用することができた。

## デザインに携わった自動車の一覧
| 発売   | 車                                 | 生産期間      |
| ------ | ---------------------------------- | ------------- |
| 1986年 | アウディ・80 セダン (B3)           | 1986年-1991年 |
| 1987年 | アウディ・90 セダン (B3)           | 1987年-1991年 |
| 1988年 | アウディ・V8 クワトロ (D11)        | 1988年-1994年 |
| 1988年 | アウディ・クーペ (B3)              | 1988年-1996年 |
| 1990年 | アウディ・100 セダン (C4)          | 1990年-1997年 |
| 1991年 | アウディ・80 セダン (B4)           | 1991年-1994年 |
| 1991年 | アウディ・カブリオレ (Type 89)     | 1991年-2000年 |
| 1991年 | アウディ・100 アバント (C4)        | 1991年-1998年 |
| 1992年 | アウディ・80 アバント (B4)         | 1992年-1995年 |
| 1997年 | フォルクスワーゲン・ゴルフ IV (1J) | 1997年-2003年 |
| 1999年 | アウディ・S3 (8L)                  | 1999年-2003年 |
| 1999年 | セアト・イビサ (6K GP01)           | 1999年-2002年 |
| 2000年 | アウディ・RS4 (B5)                 | 2000年-2002年 |
| 2002年 | アウディ・A8 (D3)                  | 2002年-2009年 |
| 2002年 | フォルクスワーゲン・トゥアレグ     | 2002年-2010年 |
| 2002年 | フォルクスワーゲン・フェートン     | 2002年-2008年 |
| 2003年 | フォルクスワーゲン・トゥーラン     | 2003年-2015年 |
| 2003年 | スバル・R2                         | 2003年-2010年 |
| 2005年 | スバル・B9トライベッカ             | 2005年-2014年 |
| 2005年 | スバル・R1                         | 2005年-2010年 |

## デザインに携わったコンセプトカーの一覧
| 発表年 | Concept car                       | モーターショー               |
| ------ | --------------------------------- | ---------------------------- |
| 1991年 | アウディ・クワトロ・スパイダー    | フランクフルトモーターショー |
| 1998年 | セアト・ボレロ                    | ジュネーヴ国際モーターショー |
| 1999年 | セアト・フォーミュラ              | ジュネーヴ国際モーターショー |
| 2001年 | 三菱・パジェロエボリューション    | フランクフルトモーターショー |
| 2002年 | 三菱・パジェロエボリューション2+2 | ジュネーヴ国際モーターショー |
| 2003年 | スバル・B11S                      | ジュネーヴ国際モーターショー |
| 2003年 | Fuore XF10                        | バルセロナ国際モーターショー |
| 2004年 | Fuore BlackJag                    | ジュネーヴ国際モーターショー |